# 新しき土

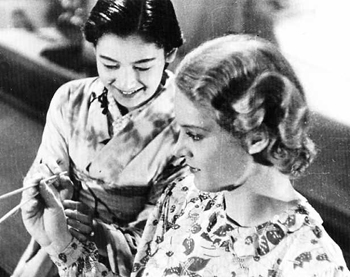
映画の一シーン
大和邸でゲルダ（右、ルート・エヴェラー）に箸の使い方を教える光子（左、原節子）

『新しき土』（あたらしきつち）は、1937年（昭和12年）2月公開の日独合作映画。ドイツ語版のタイトルは『Die Tochter des Samurai』（『侍の娘』）である。

## 解説
海外留学から帰国した青年を主人公に、彼と対立する家族や許嫁の葛藤、彼らを包む日本の地理や文化を、ドイツ人であるゲルダ・シュトルムの視点から描いた作品である。
新しき土とは満州のことを指しており、唐突なラストシーンも日本の満州進出を喧伝するものになっている。一方でこの映画の製作背景には、日本とドイツの政治的・軍事的接近の目論見があった。ナチス党の人種主義では有色人種を良く思っていなかったため、ドイツ側は日本のイメージを持ち上げることで同盟の正当性を主張しようとしたのである。折りしも日独合作映画を企画していた川喜多長政とアーノルド・ファンクにドイツ政府が働きかけた結果、この映画の製作となった。
1936年2月8日の撮影隊の訪日には日独軍事協定締結交渉の秘密使命を戴したフリードリヒ・ハックが同行、同年11月25日に日独防共協定が締結に至った。1937年3月23日に公開されたドイツでは、国民啓蒙・宣伝省の通達によりヨーゼフ・ゲッベルスとアドルフ・ヒトラーが自ら検閲して最終許可を与えたことが大々的に報じられた。ただし、ゲッベルスは日記で「日本の生活や考え方を知るのに良い」と評価する一方で、「我慢できないほど長い」と不満を述べている。
2012年4月7日より、75年ぶりに日本全国でリバイバル上映された。

## ストーリー
ドイツに留学していたエリート青年輝雄は、恋人であり記者でもあるゲルダを引きつれて日本に帰国する。しかし、輝雄には許婚の光子がいた。光子や義父である巌は彼を暖かく迎えるが、西洋文明に浸った輝雄は光子に愛情を向けるどころか、許婚を古い慣習として婚約を解消しようとする。そうした輝雄の姿勢を非難するゲルダ。絶望した光子は、花嫁衣装を手に浅間山に身を投げようとする。

## キャスト
- 大和光子：原節子
- 大和輝雄：小杉勇
- 大和巌 ：早川雪洲
- ゲルダ・シュトルム：ルート・エヴェラー（Ruth Eweler）
- おいく（光子の乳母）：英百合子
- 一環和尚：中村吉次
- 神田耕作：高木永二
- 神田日出子（輝雄の妹）：市川春代
- 日出子の妹：村田かな江
- 輝雄の母：常盤操子
- ドイツ語教師：マックス・ヒンダー（Max Hinder）

## スタッフ
- 原作・製作総指揮：アーノルト・ファンク（Arnold Fanck）
- 監督・脚本：アーノルト・ファンク / 伊丹万作
- 撮影：リヒャルト・アングスト（Richard Angst）
- 撮影協力：円谷英二
- 装置：吉田謙吉
- 録音：中大路禎二
- 衣装：松坂屋
- 音楽：山田耕筰
  - 作詞：北原白秋、西條八十
  - 演奏：新交響楽団、中央交響楽団
- 製作：東和商事映画部、J.O.スタヂオ

## 撮影
ドイツの山岳映画の巨匠アーノルト・ファンクと日本の伊丹万作の共同監督で制作が計画されたが、文化的背景の違いから両監督の対立となり、同タイトルでファンク版と伊丹版（日英版、114分）の2本のフィルムが撮影された。現在、一般的に流通しているのは評価の高いファンク版のほうである。
監督以外のキャスト・スタッフも豪華で、国民的人気のあった撮影当時16歳の原節子や、日本を代表する国際スター早川雪洲、スタッフでは撮影協力に円谷英二、音楽に山田耕筰が名を連ねている。円谷は、この作品において日本で初めて本格的なスクリーン・プロセス撮影を行なっている。
作中においては、山岳映画の監督らしく、日本の山々の美しい景色が映されている。一方で、東京市街を阪神電車が走っていたり、夜景のシーンは東京と大阪の夜景が混ざっていたり、日出子の勤め先が大阪の大阪紡績（現・東洋紡）だったり、光子の家の裏が厳島神社であるなど、地理感覚に乏しいシーンも多い。
なお。現在は廃線となった愛宕山鉄道が映っており貴重な記録となっている。